# NGC 619
NGC 619 is een balkspiraalstelsel in het sterrenbeeld Beeldhouwer. Het hemelobject werd op 30 november 1837 ontdekt door de Britse astronoom John Herschel.

## Synoniemen
- PGC 5878
- ESO 353-21
- MCG -6-4-51
- AM 0132-364